# 竹内銃一郎
竹内 銃一郎（たけうち じゅういちろう、1947年10月11日 - ）は、日本の劇作家・脚本家。元近畿大学文芸学部芸術学科教授。本名・徳義。以前は「竹内純一郎」というペンネームであった。

## 経歴
愛知県半田市生まれ。愛知県立半田高等学校出身。早稲田大学第一文学部中退。自主映画制作やピンク映画シナリオ執筆などの後、1975年劇団斜光社を結成する。1976年「少年巨人」で脚本デビュー。1979年劇団斜光社が解散すると、1980年秘法零番館を結成。1989年秘法零番館が解散する。
1981年に『あの大鴉、さえも』で第25回岸田國士戯曲賞。1996年に『月ノ光』で読売文学賞（戯曲・シナリオ賞）と紀伊國屋演劇賞個人賞を受賞。同年、読売演劇大賞優秀演出賞を受賞｡1998年芸術選奨文部大臣賞を受賞。
1996年からは佐野史郎とともに「品質保証された演劇」を作り出すユニット「JIS企画」を主宰。
2000年4月より近畿大学文芸学部芸術学科教授に就任。(2014年3月退任)
2004年、紫綬褒章を受章。
2008年、近畿大学芸術学科舞台芸術専攻の学生を中心とした劇団「DRY BONES」を結成、2014年解散。
2013年より　竹内銃一郎　演劇企画「キノG－７」活動開始